# Brendon Small
Brendon Small (Springfield, 15 febbraio 1975) è un comico, animatore, attore, doppiatore, sceneggiatore, produttore televisivo, cantante e musicista statunitense.
È noto soprattutto per aver co-creato le serie animate Home Movies con Loren Bouchard e Metalocalypse con Tommy Blacha e per aver creato, eseguito e scritto musica per la band virtuale Dethklok.

## Biografia
Brendon Small è nato a Springfield, in Illinois, nel 1975. Durante la sua infanzia, lui e la sua famiglia si sono trasferiti in California. Small ha iniziato a studiare chitarra all'età di 14 anni, dopo che un bambino nel suo quartiere ha iniziato a insegnargli come suonare e fare musica.
Si è laureato alla Palma High School di Salinas, in California, e successivamente alla Berklee College of Music nel 1997. Durante gli studi musicali, ha frequentato contemporaneamente diverse lezioni di scrittura e commedia all'Emerson College. Dopo la laurea ha deciso di lasciare per un po' di tempo la musica rock poiché "stava svanendo di popolarità", quindi ha deciso di provare con la stand-up comedy.
Durante un'esibizione presso il Comedy Studio di Harvard Square fu notato da Loren Bouchard, il quale all'epoca stava lavorando ad un episodio pilota per UPN prodotto da Tom Snyder Productions, che alla fine si è evoluto in Home Movies.

## Carriera
È stato il co-creatore, autore, doppiatore e compositore delle serie animata Home Movies, andata in onda per cinque stagioni dal 1999 al 2004.
Nel 2006 ha creato un'altra serie animata per adulti chiamata Metalocalypse, andata in onda fino al 2012. Anche in questo caso ha lavorato in diverse vesti tra cui quelle di autore e musicista. La serie è incentrata sulla band death metal Dethklok, gruppo musicale virtuale di cui Small è cantante e polistrumentista.

## Filmografia

### Attore

#### Cinema
- A Bad Situationist, regia di Sam Seder (2008)
- Love in Moreno Valley, regia di Steven Huffaker (2019)
- Mr. Bungle: The Night They Came Home, regia di Jack Bennett (2020)

#### Televisione
- Reno 911! - serie TV, 2 episodi (2004)
- Pilot Season - miniserie TV (2004)
- Last Laugh '04, regia di Russell Bates, Joel Gallen e Scott Preston (2004)
- Last Call with Carson Daly - serie TV, 1 episodio (2010)
- Jon Benjamin Has a Van - serie TV, 1 episodio (2011)
- Law of the Land - serie TV (2013)
- All Growz Up with Melinda Hill - serie TV (2013)
- Morgan Ågren's Conundrum: A Percussive Misadventure - documentario (2013)
- Getting Doug with High - serie TV (2014)
- Comedy Bang! Bang! - serie TV, 1 episodio (2015)
- The Playboy Morning Show - serie TV, 1 episodio (2015)
- Hidden America with Jonah Ray - serie TV, 1 episodio (2016)
- The Meltdown with Jonah and Kumail - serie TV, 1 episodio (2016)

#### Cortometraggi
- New Apartment., regia di Alexander Rose (2000)
- Let's Fish, regia di Chris Prynoski (2007)
- The Scrap County Murders, regia di Laura Kightlinger (2019)

### Doppiatore
- Hey Monie! – serie animata (2003)
- Home Movies – serie animata, 52 episodi (1999-2004)
- Squidbillies – serie animata, 8 episodi (2005-2012)
- Lucy, the Daughter of the Devil – serie animata, 1 episodio (2005)
- The Venture Bros. – serie animata, 14 episodi (2006-2018)
- Frisky Dingo – serie animata, 1 episodio (2006)
- Metalocalypse – serie animata, 62 episodi (2006-2013)
- Word Girl – serie animata, 1 episodio (2006)
- Aqua Teen Hunger Force – serie animata, 3 episodi (2006-2010)
- Bob's Burgers – serie animata, 2 episodi (2011-2014)
- Tallica Parking Lot, regia di Juno John Lee (2013)
- Turbo FAST – serie animata, 4 episodi (2014-2015)
- Nerdland, regia di Chris Prynoski (2016)
- Little Big Awesome – serie animata, 1 episodio (2018)
- Clarence – serie animata, 1 episodio (2018)
- Metalocalypse: Army of the Doomstar, regia di Brendon Small e Tommy Blacha (2023)

### Sceneggiatore
- Home Movies – serie animata, 52 episodi (1999-2004)
- Metalocalypse – serie animata, 54 episodi (2006-2012)
- Metalocalypse: The Doomstar Requiem - special TV (2013)
- Metalocalypse: Army of the Doomstar, regia di Brendon Small e Tommy Blacha (2023)

## Discografia

### Solista
- 2012 - Brendon Small's Galaktikon
- 2017 - Brendon Small's Galaktikon II: Become the Storm
- 2021 - Ghosthorse (Single)

### Colonna sonora
- 2004: Songs Brendon's Not Allowed to Name (also known as "web") – Free online download previously available on Small's website, comprising 15 songs from Home Movies and an early version of the Metalocalypse theme song[4]
- 2006: Home Movies: Bonus CD (released with the Home Movies Season 4 Boxset)
- 2006: Saw III soundtrack (European version) (featured Dethklok song "Hatredcopter"; credited as Brendon Small)
- 2014: Bear McCreary – Knights of Badassdom – Original Motion Picture Soundtrack[5] (guitar work on "Your Heart Sucks My Soul")

### Videogiochi
- 2006: Guitar Hero II (Dethklok – "Thunderhorse")
- 2009: Brütal Legend (Dethklok – "Murmaider")
- 2010: Guitar Hero 5 "Metal Track Pack" DLC (Dethklok – "Laser Cannon Deth Sentence")
- 2010: Guitar Hero: Warriors of Rock (Dethklok – "Bloodlines")
- 2011: Saints Row: The Third ("Adult Swim" radio station; Dethklok – "The Cyborg Slayers")
- 2015: Rocksmith 2014 "Dethklok 3-Song Pack" DLC (Dethklok – "Thunderhorse", "Awaken", "Go Into the Water")

### Lavoro ospite
- 2007: Emilie Autumn – Liar/Dead Is the New Alive ("Murder Mix" della canzone "Liar")
- 2008: Zimmers Hole – When You Were Shouting at the Devil... We Were in League with Satan (voce ospite attiva "The Vowel Song" come Nathan Explosion da Dethklok)
- 2010: Brian Posehn – Fart and Wiener Jokes (lavorare sulla chitarra "More Metal Than You")
- 2010: Exodus – Exhibit B: The Human Condition (assolo di chitarra "Devils Teeth")
- 2012: Sex Slaves – Call of the Wild (assolo di chitarra "Let's Make Out")
- 2012: Sylencer – A Lethal Dose of Truth (assolo di chitarra "Get It Up") (Van Halen cover)[6]
- 2014: Flying Lotus – You're Dead! (lavorare sulla chitarra "Turkey Dog Coma" e "Siren Song")[7]
- 2014: Romantic Rebel – Romantic Rebel (lavorare sulla chitarra "Lie")
- 2014: The Levinson Bros & Rob Kutner – "The Season of ForGiftNess" (voce ospite e assolo di chitarra)
- 2015: The Aristocrats – Tres Caballeros (voce ospite attiva "Smuggler's Corridor")
- 2020: Posehn – Grandpa Metal (assolo di chitarra "Goblin Love")[8]

### Collaborazioni e altre apparizioni
- 2005: They Might Be Giants – Venue Songs DVD/CD (co-writer of "Taste the Fame")
- 2014: Nashville Pussy – Up The Dosage (writer of "Takin' it Easy")

## Doppiatori italiani
Da doppiatore è sostituito da:
- Guido Di Naccio in The Venture Bros.